# Імре Шлоссер
Імре Шлоссер-Лакатош (угор. Schlosser-Lakatos Imre; 11 жовтня 1889, Будапешт — 19 липня 1959, Будапешт) — угорський футболіст та тренер. Грав на позиції нападника. 42-е місце у рейтингу IFFHS «Найкращі футболісти Європи 20 століття».

## Спортивна біографія
Народився 11 жовтня 1889 року в Будапешті, у родині переселенців з Австрії. Перші кроки у футболі робив у дитячій команді «Ремені».
1906 року Імре вдягає футболку ФТК і дебютує у великому футболі на позиції лівого напівсереднього нападника. З 1908/09 грає на місці центрального форварда. У цьому сезоні команда виграє найпрестижніший турнір Австро-Угорської імперії — кубок виклику. У фіналі перемога над «Вінер Шпорт-Клубом» (2:1), а Шлоссер забив переможний гол. У ті часи клуб виграє вісім чемпіонатів з десяти (в тому числі два неофіційних), а сам Імре — шість разів найкращий бомбардир ліги та чотири — європейських національних чемпіонатів В сезоні 1910/11 більше нього забила лише одна команда ліги — «Тереквеш» (38 проти 44). В чемпіонаті за ФТК провів 159 матчів і забив 264 голи. З врахуванням інших турнірів та товариських зустрічей — 302 матчі і 453 голи.
Восени 1915 року переходить до МТК. В сезоні 1916/17 забиває 38 голів і знову найкращий голеадор турніру. В чемпіонаті 1917/18 МТК забиває 147 голів в 22 матчах, а пара форвардів Шаффер — Шлоссер вражає ворота суперників 83 рази. З Імре клуб займає тільки перше місце в лізі, виграно шість чемпіонатів Угорщини та неофіційний чемпіонат часів першої світової війни. За сім сезонів в МТК провів 119 матчів і забив 135 голів.
У сезоні 1917/18 поліпшив досягнення Стіва Блумера і тривалий час був найкращим бомбардиром національних чемпіонатів з футболу. Його досягнення зуміли перевершити два європейці (Йозеф Біцан і Ференц Пушкаш) та три бразильці (Пеле, Ромаріо і Роберто «Динаміт»). Останні здебільшого забивали в лігах каріока та пауліста, ніж в чемпіонаті Бразилії. За середньою результативністю посідає третє місце (1,31 гола за матч), попереду — Фернанду Пейротеу (1,68) та Йозеф Біцан (1,52).
У 1923 році очолює тренерський штаб шведського «Норрчепінга». В сезоні 1924/25 — головний тренер польської «Вісли». В наступному сезоні виконує обов'язки граючого тренера австрійського] «Вінер АК», на полі проводить 17 матчів і забиває 6 голів.
На рік повертається у свій перший клуб, «Ференцварош». Команда виграє лігу та національний кубок. Для Шлоссера — це 16-й переможний чемпіонат.
Завершив виступи на футбольному полі у складі команди «Будаї 33» (1927/28), провів девять матчів та одного разу вразив ворота суперника.
Всього в національних чемпіонатах провів 318 матчів і забив 417 голів.
У сезоні 1928/29 повернувся до тренерської діяльності, вдруге очолював краківську «Віслу».
7 жовтня 1906 дебютював у національній команді проти збірної Богемії (4:4). Перший гол за збірну забив у наступному матчі, з командою Австрії. В головній угорській команді грав на позиції лівого напівсередрього нападника.
На Олімпіаді 1912 його збірній не поталанило з жеребом. Перший матч проти найсильнішої команди того часу, Англії (поразка 0:7). Потім перемоги над Німеччиною та Австрією, і підсумкове п'яте місце. Імре на цьому турнірі грав під прізвищем Лекетуш і забив чотири голи.
Через тиждень у Москві угорці грали проти збірних міста (9:0) та Росії (12:1). У цих матчах Шлоссер забив сім голів.
Останній матч за збірну Угорщини провів 10 квітня 1927 року, його команда поступилася Австрії з рахунком 0:6.
Усього за національну збірну забив 59 голів у 68 матчах. Це третій результат в історії збірної Угорщини. В її складі більше забивали лише бомбардири «золотої команди» 50-х років: Ференц Пушкаш (84 голи) та Шандор Кочиш (75). Окрім Шлоссера, понад 50 забитих м'ячів за збірну у 20-х роках минулого століття зумів забити лише данський форвард Поуль Нільсен (52 голи). Зараз посідає 14-е місце серед найкращих бомбардирів національних збірних.

## Досягнення

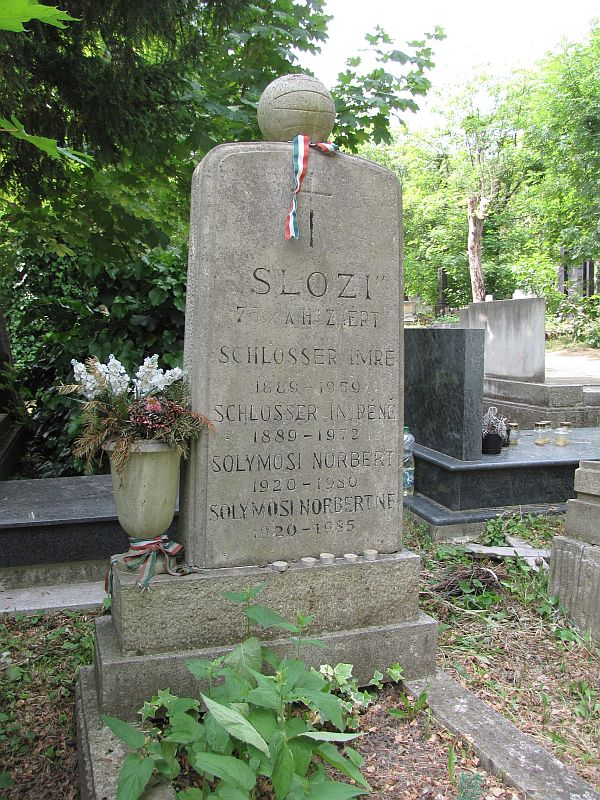
Могила «Шлозі» на кладовищі Фаркашреть у Будапешті

### Командні
- Чемпіон Угорщини (13): 1907, 1909, 1910, 1911, 1912, 1913, 1917, 1918, 1919, 1920, 1921, 1922, 1927
- Переможець неофіційних чемпіонатів (3): 1914 (о), 1915 (в), 1915 (о)[1]
- Володар кубка Угорщини (2): 1913, 1927
- Володар кубка виклику (1): 1909

### Особисті
- Кращий бомбардир європейських національних чемпіонатів (4): 1911, 1912, 1913, 1914
- Кращий бомбардир чемпіонату Угорщини (7): 1909 (30), 1910 (19), 1911 (38), 1912 (34), 1913 (33), 1914 (21), 1917 (38)
- 42-е місце у рейтингу IFFHS «Найкращі футболісти Європи 20 століття».
- 6-те місце в рейтингу IFFHS «Найкращі бомбардири національних чемпіонатів світу»: 417 голів голів.[7]

| Клуб              | Сезон             | Чемпіонат | Чемпіонат | Кубок | Кубок | Всього | Всього |
| Клуб              | Сезон             | Матчі     | Голи      | Матчі | Голи  | Матчі  | Голи   |
| ----------------- | ----------------- | --------- | --------- | ----- | ----- | ------ | ------ |
| ФТК (Будапешт)    | 1906              | 4         | 1         | -     | -     | 4      | 1      |
| ФТК (Будапешт)    | 1906/07           | 14        | 16        | -     | -     | 14     | 16     |
| ФТК (Будапешт)    | 1907/08           | 15        | 21        | -     | -     | 15     | 21     |
| ФТК (Будапешт)    | 1908/09           | 15        | 30-Б      | -     | -     | 15     | 30     |
| ФТК (Будапешт)    | 1909/10           | 16        | 19-Б      | 2     | 3     | 18     | 22     |
| ФТК (Будапешт)    | 1910/11           | 18        | 38-Б      | 1     | 1     | 19     | 39     |
| ФТК (Будапешт)    | 1911/12           | 17        | 34-Б      | 1     | 0     | 18     | 34     |
| ФТК (Будапешт)    | 1912/13           | 16        | 33-Б      | 4     | 6     | 20     | 39     |
| ФТК (Будапешт)    | 1913/14           | 17        | 21-Б      | 0     | 0     | 17     | 21     |
| ФТК (Будапешт)    | 1914 (о)          | 11        | 24        | -     | -     | 11     | 24     |
| ФТК (Будапешт)    | 1915 (в)          | 10        | 21        | -     | -     | 10     | 24     |
| ФТК (Будапешт)    | 1915 (о)          | 6         | 6         | -     | -     | 6      | 6      |
| ФТК (Будапешт)    | Всього            | 159       | 264       | 8     | 10    | 167    | 274    |
| МТК (Будапешт)    | 1916/17           | 17        | 38-Б      | -     | -     | 17     | 38     |
| МТК (Будапешт)    | 1917/18           | 22        | 41        | -     | -     | 22     | 41     |
| МТК (Будапешт)    | 1918/19           | 19        | 21        | -     | -     | 19     | 21     |
| МТК (Будапешт)    | 1919/20           | 28        | 17        | -     | -     | 28     | 17     |
| МТК (Будапешт)    | 1920/21           | 24        | 17        | -     | -     | 24     | 17     |
| МТК (Будапешт)    | 1921/22           | 9         | 1         | 0     | 0     | 9      | 1      |
| МТК (Будапешт)    | Всього            | 119       | 135       | 0     | 0     | 119    | 135    |
| «Вінер АК»        | 1925/26           | 17        | 6         | -     | -     | 17     | 6      |
| «Ференцварош»     | 1926/27           | 14        | 11        | 3     | 2     | 17     | 13     |
| «Будаї 33»        | 1927/28           | 9         | 1         | 0     | 0     | 9      | 1      |
| Всього за кар'єру | Всього за кар'єру | 318       | 417       | 11    | 12    | 329    | 429    |